# 红沙属
红沙属（学名：Hololachna）是柽柳科下的一个属，为灌木植物。该属共有2种，分布于中亚。